# Brachymenium regnellii
Brachymenium regnellii är en bladmossart som beskrevs av Georg Ernst Ludwig Hampe 1849. Brachymenium regnellii ingår i släktet Brachymenium och familjen Bryaceae. Inga underarter finns listade i Catalogue of Life.